# Der zweite Tag

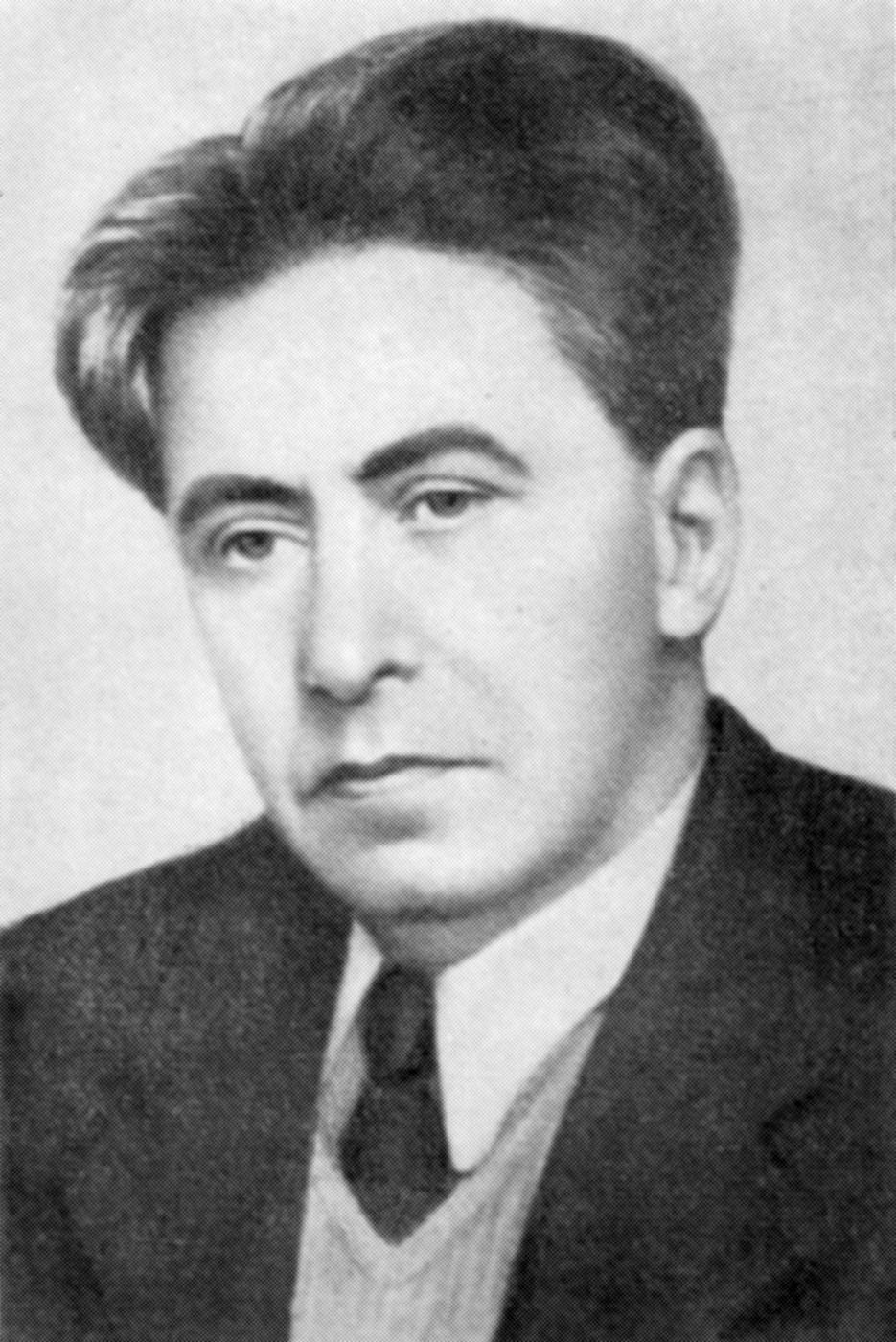
Ilja Ehrenburg

Der zweite Tag (russ. День второй, Den wtoroi) ist ein Entwicklungsroman des russischen Schriftstellers Ilja Ehrenburg, der vom Dezember 1932 bis zum Februar 1933 in Paris geschrieben – 1934 im Verlag Sowjetskaja literatura in einer Auflage von 7000 Exemplaren in Moskau erschien.
1933 war der kritikwürdige Verhältnisse in der Sowjetunion unverblümt aussprechende Gegenwartsroman im Französischen (2e jour de la création) und im Deutschen erschienen. Es folgten zum Beispiel 1934 die Übertragung ins Englische (Out of chaos), 1936 ins Jiddische (טאג דער צווייטער), 1957 ins Chinesische (第二天) und 1968 ins Litauische (Antroji diena).

## Überblick
Den Romantitel nimmt Ilja Ehrenburg aus der biblischen Genesis. Mit der eingangs des Romans zitierten „Feste zwischen den Wassern“ meint er, symbolisch für den 1. Fünfjahrplan, den Aufbau und die Inbetriebnahme der ersten Hochöfen in der sibirischen Eisenhütte Nowokusnezk am Ufer des Tom – um die 400 Kilometer südsüdöstlich vom Tomsk gelegen – in den Jahren 1931 bis 1932. Eisenerz erhält die Hütte aus dem Erzaufbereitungswerk Mondy-Basch. Die Erzgruben am Ufer des Flusses Telbess beliefern das Aufbereitungswerk. Die erforderliche Kohle fördern Sträflinge im Bergwerk Ossinowka.
Nach Nowokusnezk waren „Ukrainer und Tataren, Menschen aus Perm und aus Kaluga, Burjäten, Tscheremissen, Kalmücken, Bergarbeiter aus Jusowka, Dreher aus Kolomna, bärtige Straßenpflasterer aus Rjasan, Komsomolzen, enteignete Kulaken, arbeitslose Häuer aus Westfalen oder Schlesien, zu Zwangsarbeit verurteilte Schieber vom Sucharewka-Schwarzmarkt und Defraudanten, Enthusiasten, Gauner und sogar Sektenprediger“ gekommen. Kasachen, Tschuwaschen, Mordwinen und Tungusen arbeiten auf der Baustelle. Ausländische Spezialisten wohnen getrennt von den Sowjetbürgern; bestaunen alles Sibirische – die Läuse, den Frost, den Enthusiasmus. Amerikaner klopfen den russischen Ingenieuren gelegentlich auf die Schulter, Engländer bleiben zumeist unter sich, Deutsche erzählen den Russen vom schönen, läusefreien Deutschland, Italiener montieren Turbinen und singen Romanzen. Am 4. April werden beim ersten Abstich am ersten Hochofen 64 Tonnen Roheisen bester Qualität gewonnen.

## Kolja Rshanow und Wolodja Safonow
Als der 19-jährige Kolja Rshanow 1931 – aus Swerdlowsk kommend – in Nowokusnezk anreist, sind dort 220 000 Menschen auf dem drei Meter dicken Permafrostboden beschäftigt. Koljas Vater hatte zu Lebzeiten in der Eisenhütte Werchne-Issetsk gearbeitet. Die Mutter hatte die gelegentlichen Besuche der Genossen des Vaters missbilligt, weil diese an ihren Schuhen den Dreck in ihre Stube getragen hatten. Der Vater war während des Bürgerkrieges von den Weißen erschossen worden. Die Mutter hatte hernach auch um Koljas Leben gefürchtet.
Bereits im Juli 1931 wird Kolja Brigadier in der Hochofenabteilung und überholt in puncto Produktivität im selben Jahr mit seinen Cowpers-Maurern, den Rshanow-Leuten, die führende Brigade. Achtzehn Stunden täglich wird ohne Pause gearbeitet. Als sich ein Seil hochoben am Montagemast verheddert, klettert der breitschultrige Kolja – die Lebensgefahr ignorierend – hinauf, behebt die Havarie und wird von seinen Leuten als Held gefeiert. In Gesprächen mit dem Sozialdemokraten Grün aus Elberfeld, der in der Hochofenabteilung tätig ist, kommt Kolja zu der Erkenntnis, mit seinem Fachwissen hapert es. Für seine Leute setzt sich Kolja ein; bürgt für den Sohn eines Kulaken, als dieser als Saboteur verdächtigt wird.
Der 1909 geborene Arztsohn Wolodja Safonow aus Tambow studiert 1931 in Tomsk Mathematik. Einer seiner Professoren nennt ihn einen Isgoi. Das ist ein „aus seinem Stand ausgestossener Popensohn; ein Fürst ohne Besitztum“. Dieser Lexikoneintrag trifft für Wolodja lediglich im übertragenen Sinne zu. Dr. med. Safonow hatte sich während des Bürgerkrieges für einen Patienten eingesetzt, war deswegen von den Tambower Machthabern „wegen konterrevolutionärer Tätigkeit“ ins Gefängnis gesteckt worden und an den Folgen der Haft 1920 verstorben. Der höfliche und schweigsame Wolodja, der den Eigensinn des Vaters offenbar geerbt hatte, war 1923 aus der Pionierorganisation ausgetreten. Er hatte die Pioniere seines Zirkels für Feiglinge gehalten. Vor dem Studium hatte sich Wolodja zunächst notgedrungen in Tscheljabinsk als Schleifer bewährt. Im Gegensatz zu Kolja ist Wolodja kein Komsomolze.
Die 19-jährige Irina Korenewa verliebt sich in Wolodja. Der Brillenträger mit dem schwächlichen Körperbau spielt den Gleichgültigen. Irina begegnet Kolja, der zu einer Parteikonferenz nach Tomsk geschickt wurde. Obwohl Irina stark von Kolja beeindruckt ist, muss sie immer noch an Wolodja denken. Sie geht als Lehrerin nach Nowokusnezk und begegnet dort natürlich Kolja.
Die widerborstigen Schulkinder machen Irina das Leben schwer. Auf einer Exkursion in das Eisenguß- und Verarbeitungswerk Gurjewsk findet sie einen Weg, auf dem sie die Kinder für sich einnehmen kann. Wieder in Nowokusnezk zurück, freut sie sich gemeinsam mit Kolja über ihren erzieherischen Durchbruch. Das Paar findet zusammen. Niemand kann es fortan trennen. Auch nicht Wolodja, der Irina als Praktikant nach Nowokusnezk gefolgt ist. Er redet sich ein, er sei gar nicht hinter Irina her. Bald muss er erkennen, Kolja hat ihm die Frau weggeschnappt.
Der geachtete junge Schlosser und Werkzeugmacher Tolja Kusmin und Grunja Saizewa, die in Nowokusnezk an der Hobelbank arbeitet, verlieben sich ineinander. Grunja kommt aus dem alten sibirischen Dorf Michailowskoje und ist in Nowokusnezk dem Komsomol beigetreten. Tolja, der auf der Baustelle hauptsächlich Geld verdienen möchte, versteht Grunjas politisches Engagement nicht. Die Liebesbeziehung zerbricht an der Differenz. Tolja – enttäuscht und wutentbrannt – lernt Wolodja kennen und lässt sich von dem Tomsker Studenten zu einem Sabotageakt anstiften, für den er zu „fünf Jahren“ verurteilt wird.
Wolodja Safonow erhängt sich.

## Fünfzehn Jahre Revolution
Im 19. der 22 Kapitel ist von „fünfzehn Jahren Revolution“ die Rede. Also endet die erzählte Zeit 1932, im Jahr des Beginns der Niederschrift des Werkes in Paris. Wie auch andere Epik Ilja Ehrenburgs hat Der zweite Tag eine Formschwäche. Die Überzahl aneinandergereihter Nebenepisoden verwirrt. Zum Beispiel ahnt der Leser, Kolja Rshanow könnte der Protagonist sein. Das wird jedoch erst klar, als sein Gegenspieler, der andere Protagonist – Wolodja Safonow – mit solchen handelnden Hauptpersonen wie Irina Korenewa, Tolja Kusmin, Grunja Saizewa, Grigori Markowitsch Schor, dem der GPU nahestehenden örtlichen Chef Markutow und dem Mathematikprofessor Iwan Eduardowitsch Grim in einem leserverständlichen, ziemlich homogenen Handlungsgerüst verankert wird. Zuvor dominiert – wie gesagt – die Inhomogenität. Das Auseinanderhalten einer Flut nebeneinanderstehendenr Einzelschicksale in der ersten Romanhälfte ist nicht jedermanns Sache. Trotzdem ist dieser Roman lesenswert. Denn Ilja Ehrenburg offeriert im wild rotierenden Text-Kaleidoskop Nebengeschichten, die auf die Frage antworten: Was erduldeten die Menschen in Russland im ersten Drittel des 20. Jahrhunderts?
Werden die Lobeshymnen auf die Partei und der pathetische Romanschluss (zum Beispiel der talentierte junge Erfinder Kolja soll in Tomsk Ingenieurwissenschaft studieren oder auch die reißerische Erfolgsmeldung „Nowokusnezk überholt mit seinen Martinöfen Magnitogorsk“ et cetera) überlesen, muss Ilja Ehrenburg kraftvoll-farbiges Schreiben bescheinigt werden. Dies gilt zum Beispiel für die Parteifunktionäre Schor und Markutow.
Der 48-jährige Grigori Markowitsch Schor hatte als Mitglied der Smolensker SDAPR im Gefängnis gesessen und war daraus nach Paris geflohen. Schor studierte Bebel, Kautsky, Lafargue und Plechanow. Im Herbst 1917 war er in Turuchansk, eilte nach Sankt Petersburg und nahm am Sturm auf den Winterpalast teil. Ein paarmal musste Schor von vorn anfangen. In Nowokusnezk war für ihn die Metallurgie neu. Auf seinen schweren Herzanfall achtet er nicht. Noch auf dem Sterbebett spielt er seine Herzbeschwerden herunter. Schor hatte zu Lebzeiten Kolja Rshanow, nachdem dieser heil vom Montagemast herabgeklettert war, nach dem Motto ausgeschimpft: Bewährte Arbeiter wie Kolja sollten sich nicht leichtfertig in Lebensgefahr begeben. Seit dieser „Bekanntschaft“ war Kolja zu Schor hingegangen, wenn er mit irgendeiner Sache, seine Leute betreffend, in eine Sackgasse geraten war. Wenn dann Schor auch nicht weiterwusste, hatte er Kolja gewöhnlich zu Markutow geschickt. Letzterer war ein ganz anderes Kaliber als Schor. Weil Markutow besonders in den Jahren des Bürgerkrieges Feindschaft im Übermaß entgegengeschlagen war, witterte der unversöhnlich gewordene Mann auch nach fünfzehn Jahren Revolution im Zweifelsfall Verrat und veranlasste gewöhnlich unnachgiebige Bestrafung.
Als Findelkind war Markutow im Waisenhaus Omsk aufgewachsen und hatte später als Partisan gegen Koltschak gekämpft. Die Weißen hatten ihn beim Verhör unter der Folter die Lunge verletzt. Markutow vertraute, nachdem er sich an der Enteignung der Kulaken beteiligt hatte, nur noch dem ZK seiner Partei.

## Selbstzeugnis
- „1932 fuhr ich nach Kusnezk. … Mich erschütterte die Beharrlichkeit der Menschen, die unter schrecklichen Bedingungen die Fabriken bauten …“[10]

## Rezeption
- Alexei Pawlowitsch Seliwanowski[11] schreibt 1934, Ilja Ehrenburg sei kein Schönfärber, denn: „Auf der Baustelle muß auch der Schmutz gezeigt werden, der Müll, das Halbfertige und auch das Erbe der Vergangenheit in der Psyche des Menschen.“[12]
- Schröder[13] schreibt im Herbst 1973 in Leipzig, der Roman sei „eine wechselvolle und vielschichtige Geschichte leidenschaftlicher Suche nach den Lebensgesetzen des 20. Jahrhunderts, nach den neuen Wegen und Aufgaben der Revolution …“[14] und nennt das Werk einen „eilig, auf den heißen Spuren des ersten sowjetischen Fünfjahrplans geschriebenen Gegenwartsroman“[15]. Zum Thema Entwicklungsroman merkt Schröder an: „Als repräsentativ … wird die Entwicklung des Proletarierjungen Kolja Rshanow zur neuen sozialistischen Arbeiterintelligenz … hervorgehoben. Kolja durchschreitet alle Windungen, die auf einem solchen Weg auftreten können.“[16] Schröder vergleicht den Roman kurz mit Nikolai Ostrowskis Wie der Stahl gehärtet wurde aus dem Jahr 1934.[17]

## Deutschsprachige Ausgaben
- Der zweite Tag. Aus dem Russischen von Ingeborg Schröder. S. 5–279 in: Ilja Ehrenburg: Der zweite Tag. Ohne Atempause. Romane. Mit einem Nachwort von Ralf Schröder. Verlag Volk und Welt, Berlin 1974 (1. Aufl., verwendete Ausgabe)